# 女子大生の日常
『女子大生の日常』（じょしだいせいのにちじょう）は、津々巳あやによる日本の漫画作品。KADOKAWA メディアファクトリー発行の『月刊コミックアライブ』にて連載。単行本は全4巻。

## あらすじ
センター試験のマークシートを勘だけで埋めたらほぼ満点だったので、徳島県の国立大学「華桜教育大学」に入学できた宇都宮カレン。思いつきで家庭教師のバイトを始めようとした彼女が見つけた家庭教師サークルで見たのは、エロで頭の中がいっぱいの男子中学生に見立てた等身大ワラ人形・佐藤（仮）で友人・相澤より美が同じく友人・鍵咲空を訓練する光景だった……。
家庭教師を目指すサークルを中心に繰り広げられる、日常とは言い難い毎日を描いたハイテンションツッコミコメディ。

## 登場人物
宇都宮カレン
本作の主人公。運だけで国立大学に入学した女子大生。九九の7の段もできないバカ。翔太の胸に嫉妬するほどの貧乳。言動も含めてかなりのクズであるが子供の相手はうまい。十八番は河村隆一。賞を取るくらい漫画が上手いが、賞金狙いであるだけで漫画自体に興味はない。
鍵咲空
口と目付きの悪さだけでカレンから元ヤンと思われている女子大生。より美の幼馴染。より美からの訓練と称した洗脳により男性恐怖症となっている。料理が得意。巨乳。中学では「黒バラの君」と呼ばれていた。
相澤より美
一見優しそう、実はドSな美人女子大生。空の幼馴染。家がとんでもない金持ち、何でも完璧にこなす底知れない女。子供嫌い。空を奪われるのが怖く、子供嫌いであるのも空を男性恐怖症にしたのもそのためと思われる節がある。中学では「白ユリの姫」と呼ばれていた。
百合川景子
華桜教育大学の第1学年学年主任。すごいもみあげ、太眉、劇画調顔面の持ち主。後ろ姿は完璧。カレンの住んでいるアパートに出る霊に似ている。
青木翔太
カレンとよく遊んでいる近所の小学生。『モン○ン』の上位ハンター。一見男のようだが、実は女。髪と眉を整えると美少女である。翔太はハンドルネームで本名は青木愛（ラブ）。
香川麻利亜
背の小さい女子大生。カレンに罵られたいクソドM。カレンに近づくものに嫉妬を向け、様々な方法で気を惹こうとするが、カレンからはどちらかというと避けられている。
有子
カレンたちの同級生。ドス黒く歪んだ妄想に耽る麻利亜に対して冷静なツッコミを入れる、登場人物で唯一の普通人。モブ顔。空とより美とは同じ中学出身。コスプレした人達に囲まれ、その圧力に耐えきれず漫画研究サークルの部員となった。そのため同人イベントに詳しい。
神奈川律華
空とより美の出身中学に通う。一見お金持ちのお嬢様風であるが、小さな平屋の古い家に住む一般庶民。自分の名前をローマ字で書こうとしたら「P」から書き始めるくらいのバカ。「黒バラの君」と「白ユリの姫」に憧れている。
内川佑
センター試験で800点を取った秀才。ネガティブ思考で進路に迷っていたところを通りかかったカレンのクズい言動に感化され、華桜教育大学に入学、家庭教師サークルへとやってきた。カレンを宗教の教祖様のように尊敬している。
山岸
内川の親友。内川のことが心配すぎて、有名体育大学の推薦を蹴って華桜教育大学に入学した。常軌を逸した親しさに内川ともども、カレンからホモ呼ばわりされているが当人たちは否定している。
JIYA（ジーヤ）
日系アラブ人でより美の家の運転手。長身と端正な顔立ち、上品な身のこなしでイケメン度は群を抜いているが、実は女である。
森山
美術科3年生で漫画研究サークル部長。幽霊のようで影が薄く極度のコミュ障。かき氷が好きらしい。漫画が超上手いカレンに部員になってほしいが、カレンに毎日ついてまわったり、自分の話になったらいきなり饒舌になったりと気持ち悪いので、カレンからは苦手にされている。
ショウ
漫画研究サークル部員。女装系のコスプレとコスプレ衣装作成が大好きで非常に可愛い。ショウはレイヤーネーム。実は翔太の兄で、翔太が男っぽくなった元凶である。ショウが自分より可愛い娘にとんでもなく嫉妬を燃やすのを見て、翔太はそういう風になりたくないと思ったという。
やっちー
漫画研究サークル部員。男装系のコスプレが趣味で自信があったようだが、空の宝塚オーラを前にして屈伏した。

## 舞台のモデル
- 鳴門教育大学。カレン達が通う「華桜教育大学」のモデル。作者の母校でもある[1]。
- 鳴門町高島。カレン達が生活する大学や自宅が所在する狭い海峡に囲まれた島。作品中に島ならではのエピソードとして橋や橋渡しや地元のスーパー等が登場する。

## 書誌情報
- 津々巳あや『女子大生の日常』メディアファクトリー、全4巻
  1. 2014年4月23日発売 ISBN 978-4-04-066542-9
  2. 2014年12月22日発売 ISBN 978-4-04-067222-9
  3. 2015年9月19日発売 ISBN 978-4-04-067804-7
  4. 2016年3月23日発売 ISBN 978-4-04-068217-4